# Niedersächsischer Kunstpreis
Der Niedersächsische Kunstpreis (genauer: der Niedersächsische Kunstpreise für Bildende Kunst) wird jährlich vom Land Niedersachsen an niedersächsische Künstler für herausragende Verdienste vergeben. Mit dem Förderpreis werden Nachwuchskünstler in ihrer kreativen Weiterentwicklung unterstützt. 
Der mit EUR 15.000 dotierte Kunstpreis wurde 1961 vom Niedersächsischen Kultusminister Richard Voigt (1895–1970) initiiert. Preisträger waren bisher unter anderem: Siegfried Strohbach (1994), Thomas Huber (1995), Rolf Bier (1997), Timm Ulrichs (1998), Thomas Virnich (2001), Raimund Girke (2002), Marina Abramović (2003), Andreas Slominski (2004), Leni Hoffmann (2005) und Bogomir Ecker (2006). 
Der Förderpreis ist mit EUR 7.500 dotiert. Preisträger war unter anderem Gabriele Marwede (1962), Ror Wolf (1965) und Michael Beutler (2004). 
Die Vergabe der Preise erfolgt auf Empfehlung einer Fachkommission. Sie werden vom Niedersächsischen Minister für Wissenschaft und Kultur überreicht. Die Ehrung der Preisträger findet an verschiedenen Orten Niedersachsens statt.

## Sonstiges
Neben dem Niedersächsischen Kunstpreis werden vom Land Niedersachsen im kulturellen Bereich Preise für Musik (Praetorius Musikpreis) und Literatur (Nicolas-Born-Preis) mit ihren jeweiligen Förderpreisen sowie der
Niedersächsische Staatspreis vergeben.